# 南非砂鰕虎魚
南非砂鰕虎魚（学名：Psammogobius knysnaensis），为輻鰭魚綱鱸形目鰕虎亞目鰕虎科砂鰕虎魚屬下的一个种，為亞熱帶魚類，分布於南非海域及半鹹水域，本魚體灰色至褐色，背部伴隨著白色及褐色斑點，體側具白色細紋，背鰭硬棘7枚；背鰭軟條9-10枚；臀鰭硬棘1枚；臀鰭軟條9-11枚，體長可達7公分，棲息在河口區及受潮汐影響的溪流，生活習性不明。